# Lepsøyrev fyr
Das Lepsøyrev fyr ist ein Leuchtfeuer an der westnorwegischen Küste in der Gemeinde Haram im Fylke Møre og Romsdal.
Schon im Jahr 1856 wurde vor der Küste ein Feuerschiff verankert, um vor dem Lepsøyriff zu warnen, das sich zwischen dem Festland und der Insel Lepsøya erstreckt.